# دراگان تالاییچ
دراگان تالاییچ (به کروات: Dragan Talajić) (زاده ۲۵ اوت ۱۹۶۵) بازیکن سابق و مربی فوتبال اهل کرواسی است.
وی سابقه بازی در تیم‌هایی همچون سارایوو را در کارنامه دارد.